# 艾多内
艾多内（義大利語：Aidone）是意大利恩纳省的一个市镇。总面积209.58平方公里，人口5142人，人口密度24.5人/平方公里（2009年）。ISTAT代码为086002。